# 経済財
経済財（けいざいざい）とは経済学用語の一つであり、経済学において用いられている概念である財の一分類。経済財とされているような財には数量的な制限があり、このことから希少価値が発生し、入手するためには代価を支払うことが必要となるような財のことである。現在の経済活動において流通している財でありミクロ経済学においての需要と供給のテーマになっている財はこれにあてはまる。これに対して数量が無限に存在しており、代価を支払わなくても無限に入手ができるような財のことは自由財という。